# معهد البحوث التاريخية
البحوث التاريخية: هي [صحيفة] [تاريخية] ينشرها معهد البحوث التاريخية في [جامعة لندن البريطانية]. نُشرت لأول مرة في [عام - سنة] [1923م] تحت عنوان: «نشرة معهد البحوث التاريخية». بدايةً بالمجلد ال60, رقم 141 ([شباط]/[فبراير] [1987م]), الصحيفة نشرت بنفس اسمها الحالي «البحوث التاريخية».

## وصلات خارجية
- صفحة بحوث تاريخية في معهد البحوث التاريخية
- صفحة بحوث تاريخية من ويلي-بلاكويل (الناشر)